# Vuurstaartshamalijster
De vuurstaartshamalijster (Copsychus pyrropygus; synoniem: Trichixos pyrropygus) is een vogelsoort uit de familie van de vliegenvangers. De vogel werd in 1839 geldig beschreven door René Primevère Lesson.

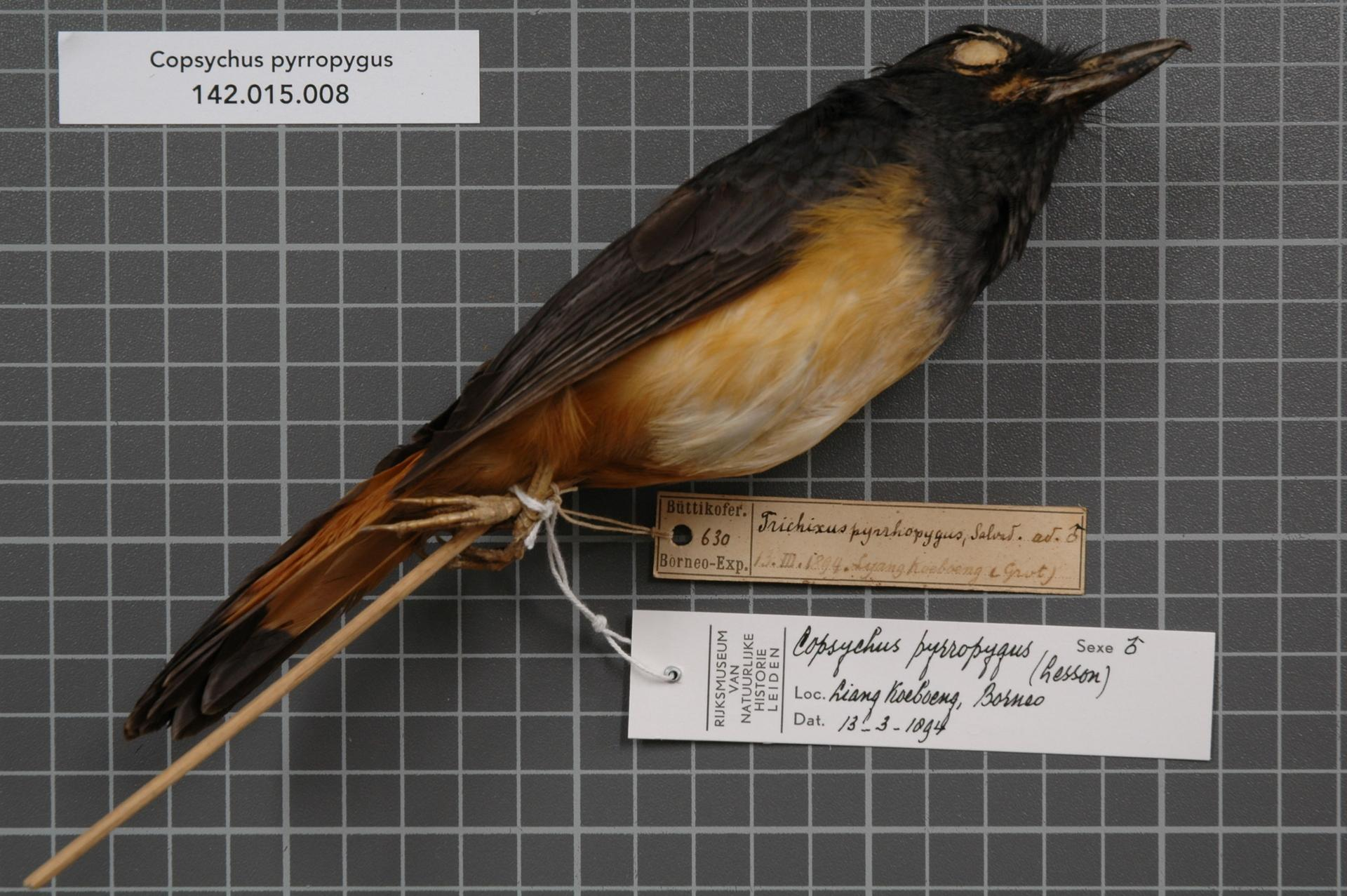
Zoölogisch specimen met stokje uit de collectie van Naturalis Biodiversity Center van de vuurstaartshamalijster.

## Kenmerken
De vogel is 20 tot 22 cm lang. Het is een tapuitachtige vogel met een forse snavel en een korte staart. Het mannetje heeft een donkere, blauwgrijze kop, rug en vleugels, en bovenborst met boven het oog een kleine witte vlek. De buik en het onderste deel van de borst zijn roestbruin, net als de stuit en de staart. De staart heeft echter een brede, donkere eindband. De onderbuik en onderstaartdekveren zijn vuilwit. De snavel is zwart en de poten zijn roze. Het vrouwtje is lichter, valer gekleurd en roestbruin op zowel buik als borst.

## Verspreiding en leefgebied
Deze soort komt voor op het schiereiland Malakka en de eilanden Sumatra en Borneo. Het leefgebied is vochtig, natuurlijk tropisch bos, ook in moerasbossen op veengrond. De voorkeurshabitat is ongerept bos, maar de vogel komt ook voor in aangetast bos.

## Status
De grootte van de populatie is niet gekwantificeerd. Zeer waarschijnlijk nemen de populatie-aantallen af door habitatverlies. Tussen 1985 en 1997 ging binnen het verbreidingsgebied 25 tot 30% van het bosareaal verloren door ontbossing waarbij natuurlijk bos wordt omgezet in gebied voor agrarisch gebruik. Om deze redenen staat deze soort als gevoelig op de Rode Lijst van de IUCN.